# Pojejena (gmina)
Pojejena – gmina w Rumunii, w okręgu Caraș-Severin. Obejmuje miejscowości Pojejena, Belobreșca, Divici, Radimna i Șușca. W 2011 roku liczyła 2844 mieszkańców.